# Winogradnyj (rejon anapski)
Winogradnyj (ros. Виноградный) – osiedle w Rosji, w Kraju Krasnodarskim, w rejonie anapskim. W 2010 liczyło 3354 mieszkańców.